# Gredisans
Gredisans – miejscowość i gmina we Francji, w regionie Burgundia-Franche-Comté, w departamencie Jura.
Według danych na rok 1990 gminę zamieszkiwały 134 osoby, a gęstość zaludnienia wynosiła 57 osób/km² (wśród 1786 gmin Franche-Comté Gredisans plasuje się na 609. miejscu pod względem liczby ludności, natomiast pod względem powierzchni na miejscu 1001.).